# Nendorper Kirche

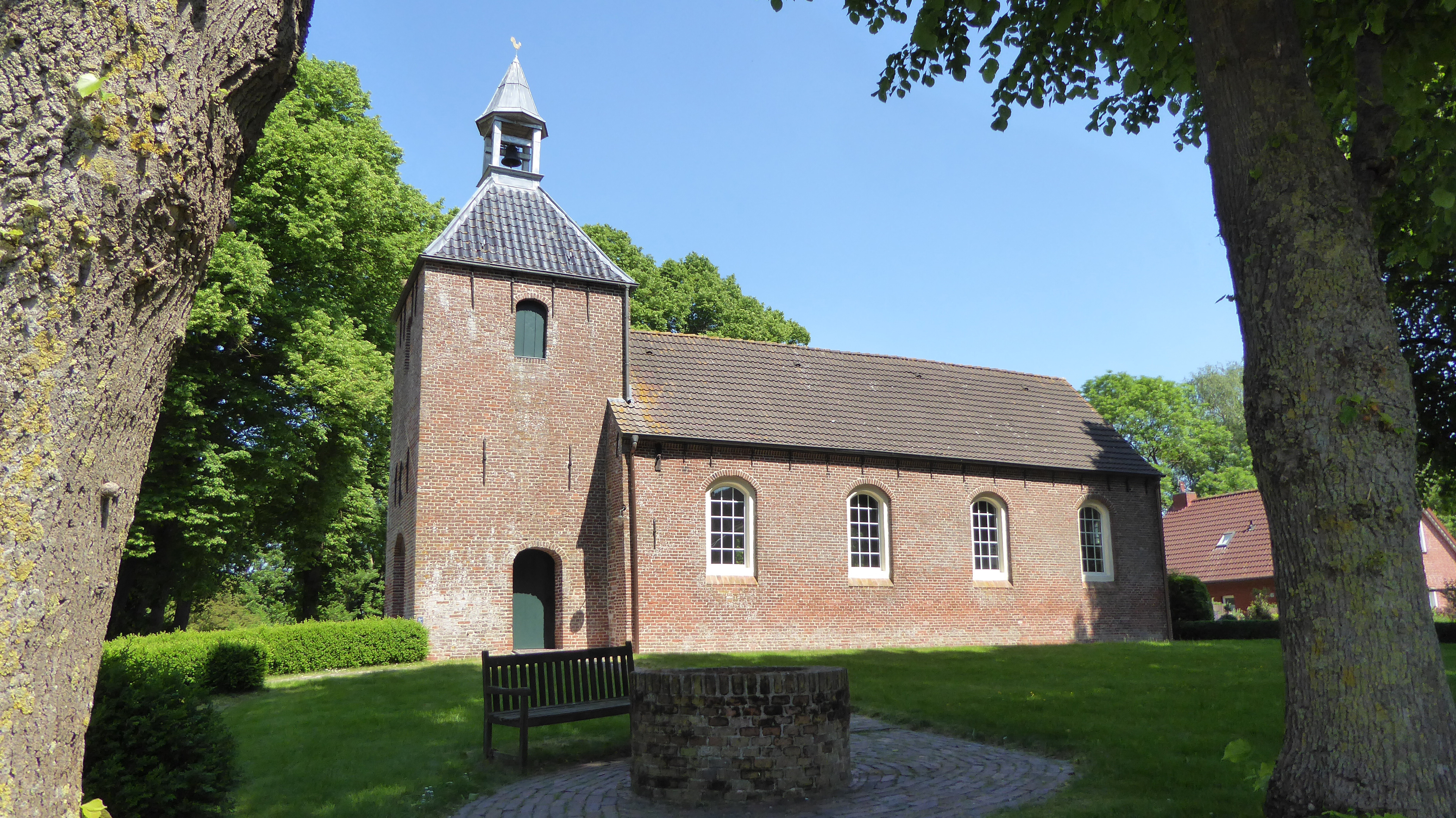
Nendorper Kirche 2018

Die evangelisch-reformierte Nendorper Kirche befindet sich in Nendorp, einem Ortsteil der Gemeinde Jemgum, im ostfriesischen Rheiderland. Die klassizistische Backsteinkirche wurde 1820 errichtet und der Glockenturm im Jahr 1754.

## Geschichte und Architektur

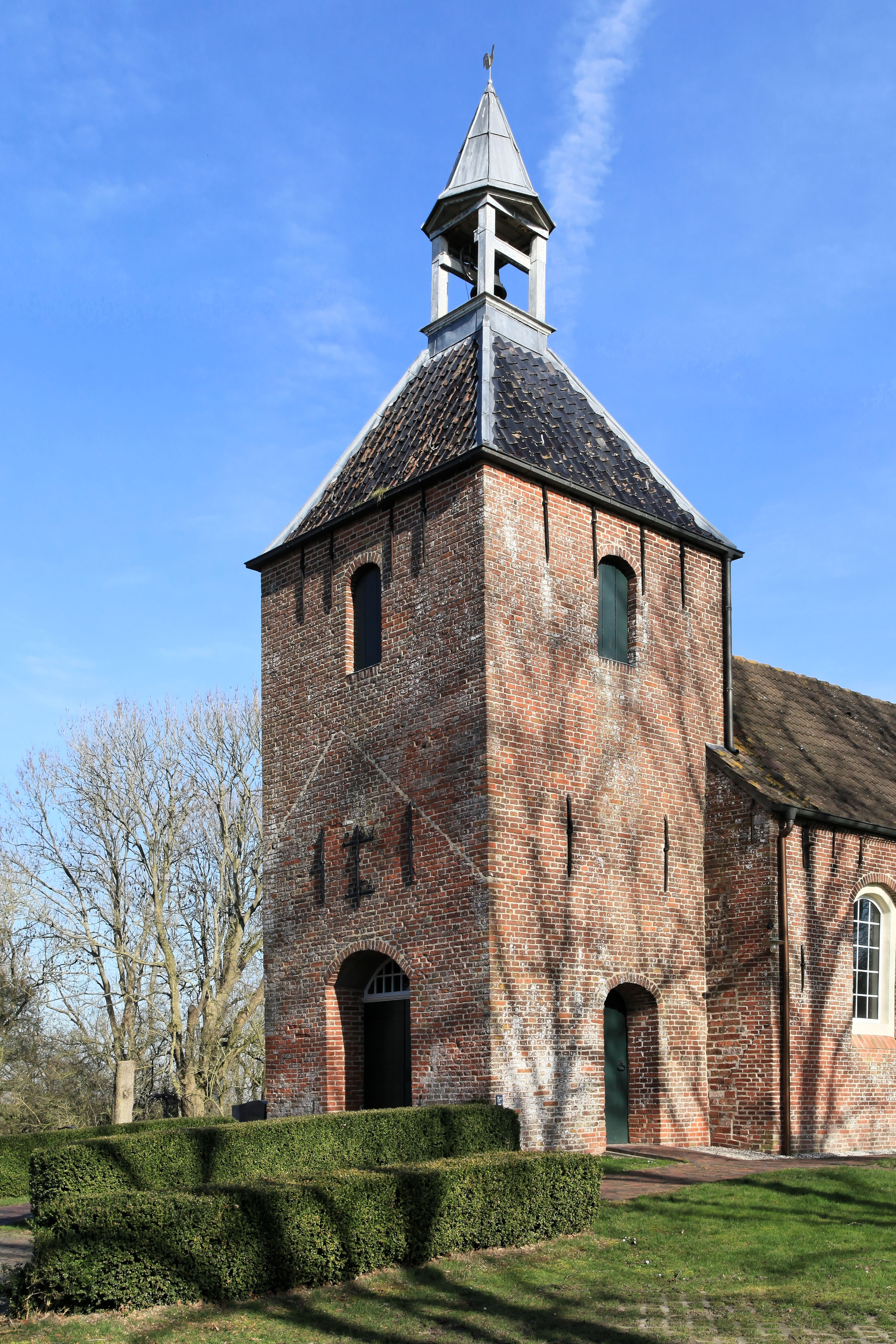
Glockenturm von 1754

Erstmals wird Nendorp („Neues Dorf“) um 1325 als „Nyendarp“ erwähnt. Die Kirchengemeinde wurde bis 1593 von der Propstei Hatzum betreut und gehörte somit zum Bistum Münster. In diesem Jahr ist ein erster (lutherischer) Prediger bezeugt. Aufgrund des Wechsels zusammen mit Hatzum zur reformierten Kirche musste dieser Prediger 1600 Nendorp verlassen. Um 1610 wurde eine erste eigene Kirche aus Holz gebaut. Die 1611 datierte Kanzel wurde in die neue Kirche übernommen. Um 1660 wurde das erste Abendmahl gehalten und Nendorp erlangte die kirchliche Selbstständigkeit, blieb aber noch bis 1683 offiziell eine Filialgemeinde von Hatzum. Als im Pestjahr 1666 viele ostfriesische Gemeinden vakant wurden und auswärtige Pastoren beriefen, kam der von den Labadisten geprägte Petrus Dittelbach aus Nijmegen nach Nendorp, der bis 1676 zehn Jahre in der Gemeinde wirkte. Er verfasste verschiedene Schriften und geriet mit dem Coetus der reformierten Prediger Ostfrieslands in Auseinandersetzung.
Im Jahr 1754 wurde westlich ein gedrungener Glockenturm aus Backstein mit einem kleinen Dachreiter gebaut, der ursprünglich frei stand. Direkt daran anschließend wurde 1820 die heutige rechteckige Saalkirche als Backsteinbau mit je vier Rundbogenfenstern im Stil des Klassizismus errichtet., die den hölzernen Vorgängerbau ersetzte. Von der im Westen des Turms angebauten Schule ist noch der Umriss des Giebels im Mauerwerk sichtbar.
Seit 1911 ist Nendorp mit der Nachbargemeinde Oldendorp zusammengelegt. Heute wird die Kirchengemeinde vom Ditzumer Pastoren betreut.

## Ausstattung

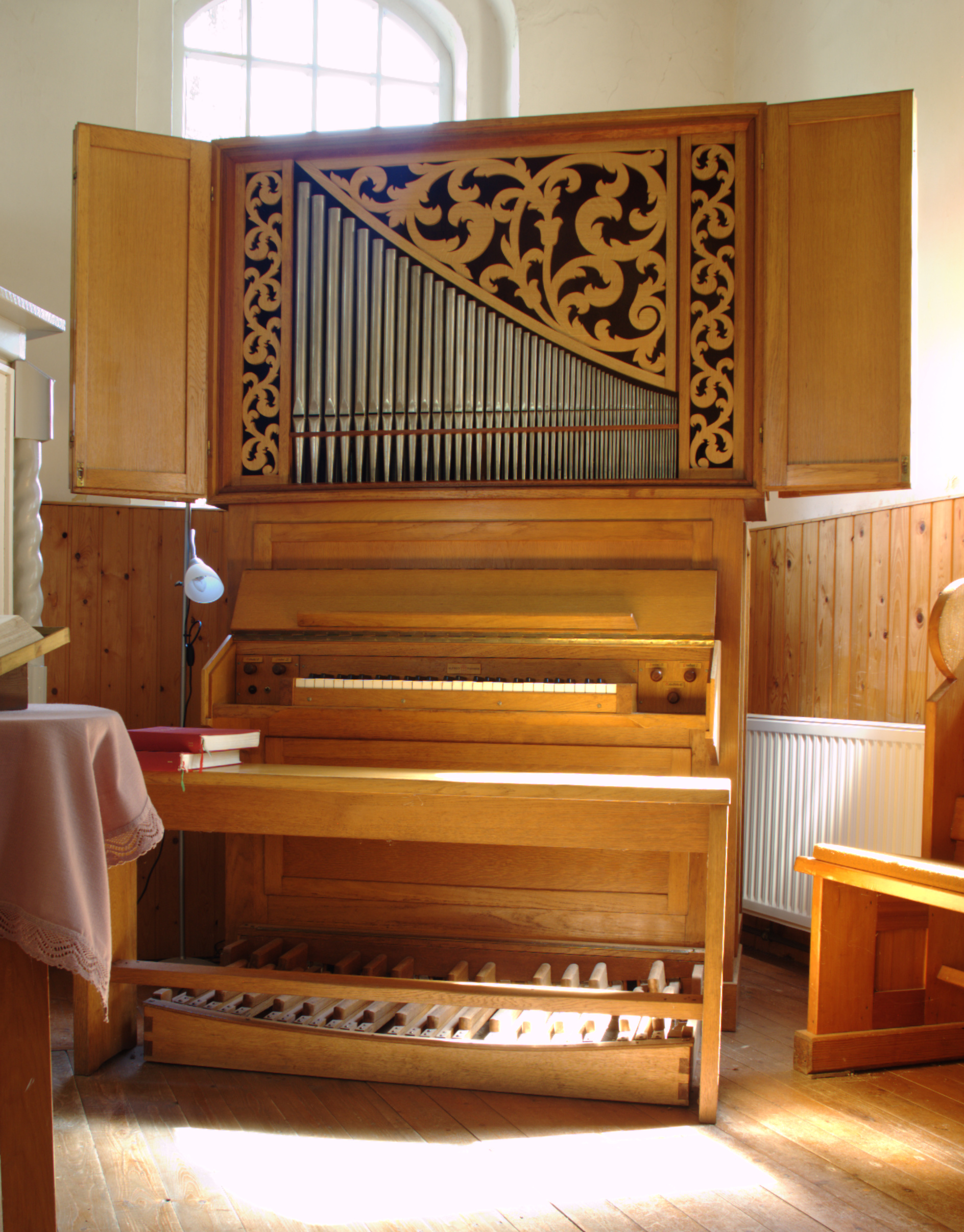
Führer-Orgel von 1963

Die Kanzel stammt noch aus der Vorgängerkirche und wurde 1611 angefertigt. In die Kirche wurde ein hölzernes Tonnengewölbe eingezogen.  Der einzige Wandschmuck ist ein Bibelvers in braunen Buchstaben: „Der Herr ist nahe allen, die ihn  anrufen“ (Ps 145,18 ). Zu den Vasa Sacra zählen ein Becher aus dem Jahr 1668, ein Brotteller von 1811 und eine Zinkkanne von 1818. Die Taufschale ist nicht datiert. Das Orgelpositiv wurde 1963 von der Firma Alfred Führer erbaut und verfügt über fünf Register auf einem Manual und angehängtem Pedal. 1998 wurde es von der Gemeinde erworben.